# Panna Rivière
Panna Rivière (oryg. fr. Mademoiselle Rivière) – obraz olejny Jeana-Auguste’a-Dominique’a Ingres’a z 1806, obecnie przechowywany w Luwrze.

## Okoliczności powstania obrazu
Jest to trzeci wykonany przez Ingresa portret członka rodziny Rivière, wykonany na zamówienie Philberta Rivière'a, pragnącego w ten sposób uwiecznić siebie, swoją żonę i córkę. Ingres przyjął jego zamówienie z przyczyn finansowych – już w tym okresie swojej kariery preferował tematykę mitologiczną lub historyczną, zaś malarstwo portretowe uważał za formę zarobkowania. Malując portret panny Rivière, Ingres naśladował technikę Rafaela i współczesnych mu malarzy florenckich.

## Opis obrazu
Caroline Rivière w momencie malowania obrazu miała ok. 13-15 lat. Ingres przedstawił ją w pozycji stojącej, zwróconą twarzą do widza, w lekkim skręcie tułowia, na tle pejzażu Basenu Paryskiego. Panna Rivière jest drobna, malarz podkreśla z jednej strony jej niewinność i świeżość, z drugiej – sygnalizuje zmysłowość, jaka może się w niej rozwinąć. Młody wiek i dziewiczość przedstawionej postaci podkreśla biel jej sukienki i prostota uczesania, natomiast akcesoria typowo salonowe (boa, rękawiczki sięgające do łokci) sugerują rodzącą się kobiecość panny Rivière. Pozycja, w jakiej stoi dziewczyna, oraz krajobraz wykorzystany w tle stanowią nawiązanie do twórczości Rafaela. Całość utrzymana jest w jasnej tonacji kolorystycznej, z wyjątkiem ciemnych włosów modelki i jej rękawiczek. Ingres świadomie zaburzył na obrazie proporcje ciała portretowanej. Caroline Rivière ma wydłużoną szyję i zbyt długi w stosunku do pozostałych części twarzy nos.
Krytyk Jonathan Jones, komentując obraz w 2003, nazwał pannę Rivière „ubraną odaliską”. podkreślając tym samym zmysłowy wydźwięk obrazu, przypominający późniejsze akty malowane przez Ingres’a.

## Wystawienie i odbiór krytyki
Panna Rivière została – podobnie jak portrety jej rodziców – zaprezentowana na Salonie w 1806. Wszystkie trzy obrazy zostały zakwalifikowane jako „gotyckie” ze względu na precyzję linii zastosowanych w dziele i oparcie na nich całej kompozycji. Ingres’a uznano za naśladowcę Jana van Eycka i współczesnych mu twórców flamandzkich, co nie zadowoliło młodego, wciąż rozwijającego indywidualny styl artysty.
Panna Rivière znajduje się w zbiorach Luwru od 1870. Została przekazana do kolekcji muzealnej przez szwagierkę portretowanej. Sama Caroline Rivière zmarła przed ukończeniem obrazu.